# Mõisaküla (Muhu)
Mõisaküla – wieś w Estonii, w prowincji Sarema, w gminie Muhu.